# Meituan
Meituan (chinesisch 美团, Pinyin Mĕituán) ist ein chinesisches Unternehmen, das eine Website betreibt, die in über 1000 chinesischen Städten Lieferservices, Konsumgüter und Einzelhandelsdienstleistungen anbietet. Es bietet eine breite Palette von Dienstleistungen an, darunter Kinokartenverkauf, Zustellung von Lebensmitteln, Hotel- und Reisebuchung sowie Carsharing-Dienste. Das Unternehmen wurde 2010 von Wang Xing gegründet und ist seit 2018 börsennotiert.
Meituan.com ist eine Gruppenrabatt-Website, auf der Gutscheine von Händlern für Deals verkauft werden, sofern eine Mindestanzahl von Käufern einen Rabatt verlangt und Meituan Provisionen generiert. Meituan.com erzielt den größten Teil seines Umsatzes mit mobilen Anwendungsdiensten. Das Unternehmen unterhält Partnerschaftsvereinbarungen mit über 400.000 chinesischen Unternehmen vor Ort. 2018 wurde die Anzahl der Nutzer auf 310 Millionen Menschen quantifiziert.

## Geschichte
Meituan startete 2010 sein Angebot in Shanghai und Peking und expandierte rasch in kleinere Städte. Das Wachstum des Unternehmens war rasant und wurde durch die Übernahmen mehrerer Mitbewerber beschleunigt. Im Jahr 2015 wurden 200 Millionen Nutzer gezählt.
2014 entfielen 60 % des Marktanteils der gängigen Websites zum Gruppenkauf in China auf Meituan. Das Unternehmen erhielt von Sequoia Capital eine Anfangsfinanzierung in Höhe von 12 Mio. US-Dollar. Im Mai 2014 führten General Atlantic mit zwei weiteren Investoren eine Finanzierungsrunde im Wert von 300 Mio. US-Dollar durch.
Im Jahr 2015 fusionierte Meituan mit Dianping, um zu Meituan-Dianping zu werden. Auf dianping.com (大众 大众 网) werden Kundenbewertungen von Restaurants veröffentlicht. Es hat ebenfalls eine Funktion für Gruppenreservierungen. Die Übernahmesumme wurde auf ca. 15 Mrd. US-Dollar geschätzt.
Am 20. September 2018 debütierte Meituan Dianping an der Börse von Hongkong. Der Börsengang brachte 4,2 Milliarden US-Dollar ein. Um sich auf den Börsengang vorzubereiten, hatte das Unternehmen ca. 3,3 Mrd. US-Dollar von Investoren, darunter das Internet-Unternehmen Tencent, erhalten.
Das Unternehmen wurde mit Wirkung zum 30. September 2020 von Meituan Dianping wieder in Meituan umbenannt.